# 5130 Ilioneus
Az 5130 Ilioneus (ideiglenes jelöléssel 1989 SC7) egy kisbolygó a Naprendszerben. Carolyn Shoemaker fedezte fel 1989. szeptember 30-án.